# Bujar Dugolli
Bujar Dugolli (ur. 30 października 1969 w Nekoci) – kosowski historyk, wykładowca na Uniwersytecie w Prisztinie, były deputowany do Zgromadzenia Kosowa z ramienia Sojuszu dla Przyszłości Kosowa. Jest autorem pięciu publikacji (w tym trzech monografii) oraz licznych prac naukowych o tematyce politycznej, historycznej i gospodarczej.

## Życiorys
W 1989 roku rozpoczął studia w dziedzinie historii na Uniwersytecie w Prisztinie, jednak jego nauka została przerwana, ponieważ uczestniczył w protestach przeciwko likwidacji autonomii Kosowa, a jego rodzina była uważana za niewygodną jugosłowiańskim władzom. W 1992 roku ponownie rozpoczął studia historyczne, które ukończył sześć lat później. Uzyskał tytuł magistra w 2004 roku, a w 2007 otrzymał stopień doktora nauk historycznych.
Jest profestorem zwyczajnym Wydziału Filozoficznego Uniwersytetu w Prisztinie.

### Działalność polityczna
Bujar Dugolli zaangażował się w działalność polityczną w połowie lat 90., początkowo jako działacz organizacji studenckich; w latach 1997-1999 był liderem ruchu studenckiego organizującego pokojowe protesty przeciwko władzy Slobodana Miloševicia. Za działalność opozycyjną Dugolli był represojonowany przez służby jugosłowiańskie.
W 1999 roku wziął udział w konferencji w Rambouillet. Pełnił funkcje ministerialne jako minister ds. młodzieży i sportu (1999-2000) oraz jako minister handlu i przemysłu (grudzień 2004-styczeń 2008).
W latach 2001–2010 był deputowanym do Zgromadzenia Kosowa z ramienia Sojuszu dla Przyszłości Kosowa.

## Życie prywatne
Jest żonaty i ma dwoje dzieci, mieszka w Prisztinie.
Deklaruje znajomość języka angielskiego, serbsko-chorwackiego i serbskiego.

## Publikacje[6]
- Çfarë është CEFTA (2006)
- Rruga e Kosovës drejt OBT (2007)
- Drenica në kthesat historike të Ballkanit 1908 - 1913 (2008)
- Marrëdhëniet shqiptaro-serbe 1878-1912 (2011)
- 1 TETORI I KTHESËS - Lëvizja studentore 1997 - 1999 (2013)
- Historia Gojore (2018) ISBN 978-9951-00-215-8

## Prace naukowe[7]
- Drenica në luftë për pavarësinë e Shqipërisë etnike 1912-1913 (2006)
- Kontributi i Drenicës në arritjen e pavarësisë së Kosovës (2007)
- Pasojat e luftes serbo-osmane 1877-1879 dhe reflektimi në marrëdhëniet me Shqiptarët (2008)
- Disa argumente të marrëdhënieve shqiptaro-serbe gjatë shek. XIX (2009)
- Disa zhvillime që çuan në përcaktimin e vijës kufitare ndërmjet Serbisë dhe Perandorisë Osmane në vitin 1879 (2009) ISSN 1995-6576
- Bisedimet shqiptaro-osmane dhe përpjekjet për shmangien e kryengritjes së 1910-ës (2010)
- Lufta e Kulinës si fillim i kryengritjes së 1910-ës në vilajetin e Kosovës (2010)
- Relacionet politiko-shoqërore mes shqiptarëve dhe serbëve gatë viteve 1804-1875 (2010) ISSN 1995-6576
- Reagimet ruso-serbe për lidhjen shqiptare të Prizrenit (2011)
- Disa zhvillime që çuan te shpallja e pavarësisë së Shqipërisë dhe okupimi i Kosovës nga Serbia më 1912 (2012)
- Lufta e Parë Ballkanike dhe pushtimi serb i viseve shqiptare (2012) ISBN 978-9951-552-14-1
- Reflektimi politik i Hasan Prishtinës gjatë viteve 1907-1912 (2012) ISBN 978-608-4653-06-6
- Si u arrit pavarësia e Shqipërisë 100 vjet më parë (2012) ISBN 978-9989-9860-2-4
- Diskriminimi në Arsimin e lartë dhe rezistenca civile në Kosovë 1997-1998 (2013) ISSN 1857-825X
- Kultura politike dhe Media (2013) ISSN 1857-8543
- Voskopoja qendër kulturore në Shqipërinë, e Ballkanin e shek. XVIII (2013) ISSN 1857-825X
- Çështja shqiptare midis perëndimit dhe lindjes 1939- 1945 (2013) ISSN 1857-825X, ISSN 1857-8543
- Çështjet kundërthënëse dhe të ndjeshme në tekstet e historisë për shkollat fillore dhe të mesme në Kosovë (2014) ISSN 1857-825X, ISSN 1857-8543
- Paraqitja e Luftës së Parë Botërore në tekstet e historisë në Kosovë, Shqipëri dhe Maqedoni (2014) ISBN 978-608-4653-21-9
- Roli i Isa Boletinit në Pengimin e hapjes së Konsullatës Ruse në Mitrovicë dhe vrasja e konsullit rus (2015) ISBN 978-9951-409-44-5
- The autonomy of Albania under protectorate and administration of Austro-Hungary during the WWI (2015) ISSN 2393-3682
- Cohabitation between supranationalism and intergovernmentalism in the European Union: The historical perspective (2016) ISSN 2393-3682
- Disa të dhëna mbi fillimin dhe zhvillimin e kryengritjes së vitit 1910 në kosovën veri-perëndimore (2016) ISSN 0563-5799
- Kosova gjatë luftës së pare Botërore (2016) ISSN 2226-082X
- Kosovo in the First Balkan War (2016) ISSN 2360-638X
- Contribution of Albanians in the Islam Civilization (2017) ISSN 0021-1842
- Diplomacy through the ages of history: Theoretical analyses of the concept (2017) ISSN 2393-3682
- Dokumente nga Arkivi Qendror i Forcave të Armatosura të Republikës së Shqipërisë për Demonstratat e vitit 1981 në Kosovë (2017) ISSN 0563-5799
- Transformational reforms of the UN peacekeeping system: A genealogical overview (2017) ISSN 2393-3682
- Kosovo- Serbia Agreements between Creative and Destructive Ambiguity (2019) ISSN 2386-9453
- The changes that followed the First World War and the political situation in Kosovo according to the Albanian press (2020) ISSN 1224-5704, ISSN 2393-3682